# محطة سكة حديد بلاكبيرن

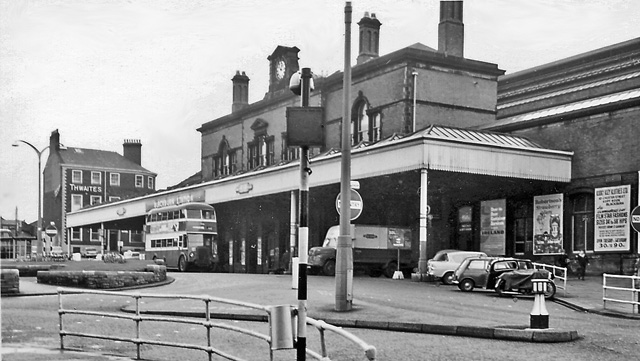
منظر خارجي عام 1965.

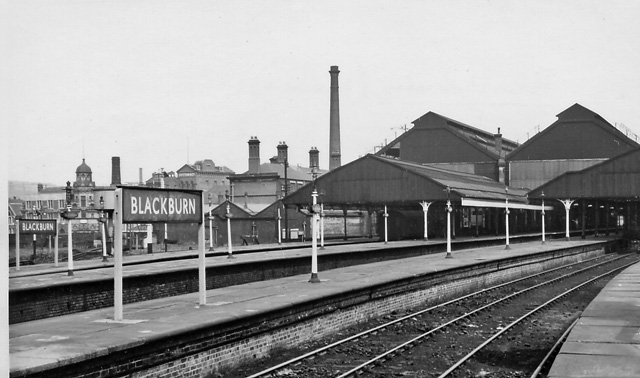
منظر باتجاه الشمال الشرقي باتجاه بيرنلي وهيليفيلد في عام 1965.

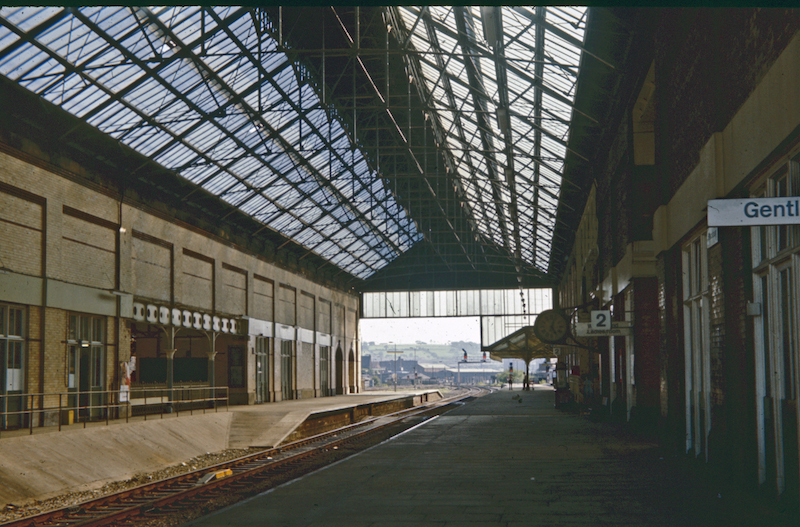
الجزء الداخلي، مع السقف الإجمالي الأصلي، تمت إزالته الآن، شوهد في عام 1976.

محطة سكة حديد بلاكبيرن (بالإنجليزية: Blackburn railway station)‏ محطة تخدم مدينة بلاكبيرن في لانكشاير الواقعة في إنجلترا، حيثُ تقع على بعد 12 ميلاً (19 كيلومترًا) شرق
بريستون وتتم إدارتها وخدمتها من قبل شركة القطارات الشمالية.

## التاريخ
كان هناك محطة في الموقع الحالي منذ عام 1846، عندما أُفتتحت سكة حديد بلاكبيرن وبريستون (وهي شركة تابعة لشركة سكة حديد لانكشاير الشرقية)، مُنح عقد بناء المحطة في نوفمبر 1845. ووُسع هذا المسار شرقًا إلى أكرينجتون في مارس 1848 ثم إلى بيرنلي وكولن بحلول فبراير 1849. في الوقت نفسه، قامت شركة بولتون وبلاكبيرن وكليثرو وسكك الحديد في ويست يوركشاير ببناء خط سكة حديد إلى بولتون من المدينة بحلول عام 1848، ولكن تم رفض إذن استخدام محطة سكة حديد لانكشاير الشرقية واضطروا لفتح محطتهم الخاصة في طريق بولتون، وهي على بعد مسافة قصيرة جنوب تقاطع الخطين. فيما بعد، قامت شركة بلاكبيرن بتمديد خطها شمالًا عبر وادي ريبل إلى كليثرو في عام 1851، ولكن لم يتم تركيز حركة المرور في المحطة الرئيسية حتى اندمجت كلتا الشركتين مع سكة حديد لانكشاير ويوركشاير. (أُغلقت محطة طريق بولتون في عام 1859).
جاءت الترقية الأولى للمرافق في العام التالي، ولكن افتتاح خط سكة حديد اتحاد لانكشاير من سانت هيلينز المركزية وويغان نورث ويسترن في عام 1869، وحلقة غريت هاروود في عام 1877، وتمديد خط كليثرو إلى هيليفيلد في عام 1880 لإعطاء شركة سكك حديد لانكشاير ويوركشاير مسارًا متصلًا إلى اسكتلندا عبر خط ستل-كارليل أدى إلى زيادات كبيرة في حركة المرور التي وضعت المحطة تحت ضغط كبير. حادث تصادم مميت هناك أدى إلى وفاة 7 أشخاص في عام 1881. دفع هذا الحادث شركة سكك حديد لانكشاير ويوركشاير إلى وضع خطط لمشروع توسيع وإعادة تصميم آخر، تم الانتهاء منه بين عامي 1886 و 1888. استمرت المحطة الجديدة في وجود منصتي جزيرة، لكل منهما منصة ذات بايات موجهة نحو الغرب لتقديم ما مجموعه سبع وجوه عملية بالإضافة إلى سقف رئيسي يتألف من بايين. كانت الوجهات المخدومة تشمل ليفربول إكسشينج عبر أورمسكيرك، بلاكبول سنترال، سكيبتون، وساوثبورت عبر سكة حديد لانكشاير الغربية بالإضافة إلى تلك المذكورة سابقًا. كما كانت هناك عربات طويلة المدى تعبر إلى اسكتلندا ولندن يوستون (عبر مانشستر فيكتوريا ودينتون وستوكبورت) تعمل أيضًا من هنا حتى أواخر الفترة الزمنية للسكك الحديدية البريطانية.
شهدت مجموعة عام 1923 مرور المحطة إلى يدي شركة السكك الحديدية اللندنية والميدلاندية والاسكتلندية، ولكن لم يكن حتى بعد التأميم في عام 1948 تبدأ حركة المرور والخدمات في الانخفاض. فقدت خدمات الركاب للخط إلى غريت هاروود أولاً في عام 1957، في حين تم تعليق عربات الركاب العابرة إلى لندن مؤقتًا في عام 1959 لأجل أعمال تحويل الكهرباء التي ستجري على خط كرو إلى مانشستر ولم يتم استئنافها مرة أخرى. ومع ذلك، جاءت أكبر الخسائر خلال الستينيات - فتم سحب قطارات ويجان في يناير 1960، وتلك المتجهة إلى هيليفيلد في سبتمبر 1962، وخط ساوثبورت ومحطة بلاكبول المركزية سقطتا ضحية فأس بيتشينغ في عام 1964. بحلول عام 1970، كانت الروابط العابرة إلى سكيبتون وليفربول قد انقرضت أيضًا، متركةً فقط خطوط مانشستر عبر بولتون وكولن إلى بريستون إلى جانب بضعة قطارات موسمية بين ليدز وبلاكبول نورث عبر هيبدن بريدج وخط طريق "كوبي بيت" لخدمة المحطة. وبالتالي، عندما تمت إعادة إشارة الخطوط والمحطة في عام 1973 (مع التحكم ينتقل إلى صندوق الطاقة الجديد في بريستون كجزء من مشروع تحديث خط الساحل الغربي الرئيسي في المملكة المتحدة).
أُغلق ثلاث من منصات المحطة السبعة وتخفيض طول المنصة الرابعة (المنصة الحالية رقم 4) وتخفيضها للاستخدام في حالات الطوارئ فقط. يمكن استيعاب القطارات المتبقية بسهولة على المنصات 1-3 (جزيرة الشمالية من الجزيرتين). ستظل هذه الطريقة للتشغيل كما هي حتى أجرت المحطة أحدث إعادة بناء رئيسي لها في عام 2000. ومع ذلك، شهدت الثمانينيات والتسعينيات انتعاشًا في تقديم الخدمات، مع إعادة فتح خط "كوبي بيت" لحركة الركاب العادية في عام 1984 (في البداية على أساس تجريبي مرتين يوميًا بتمويل من جمعية بناء محلية).

## الوصف

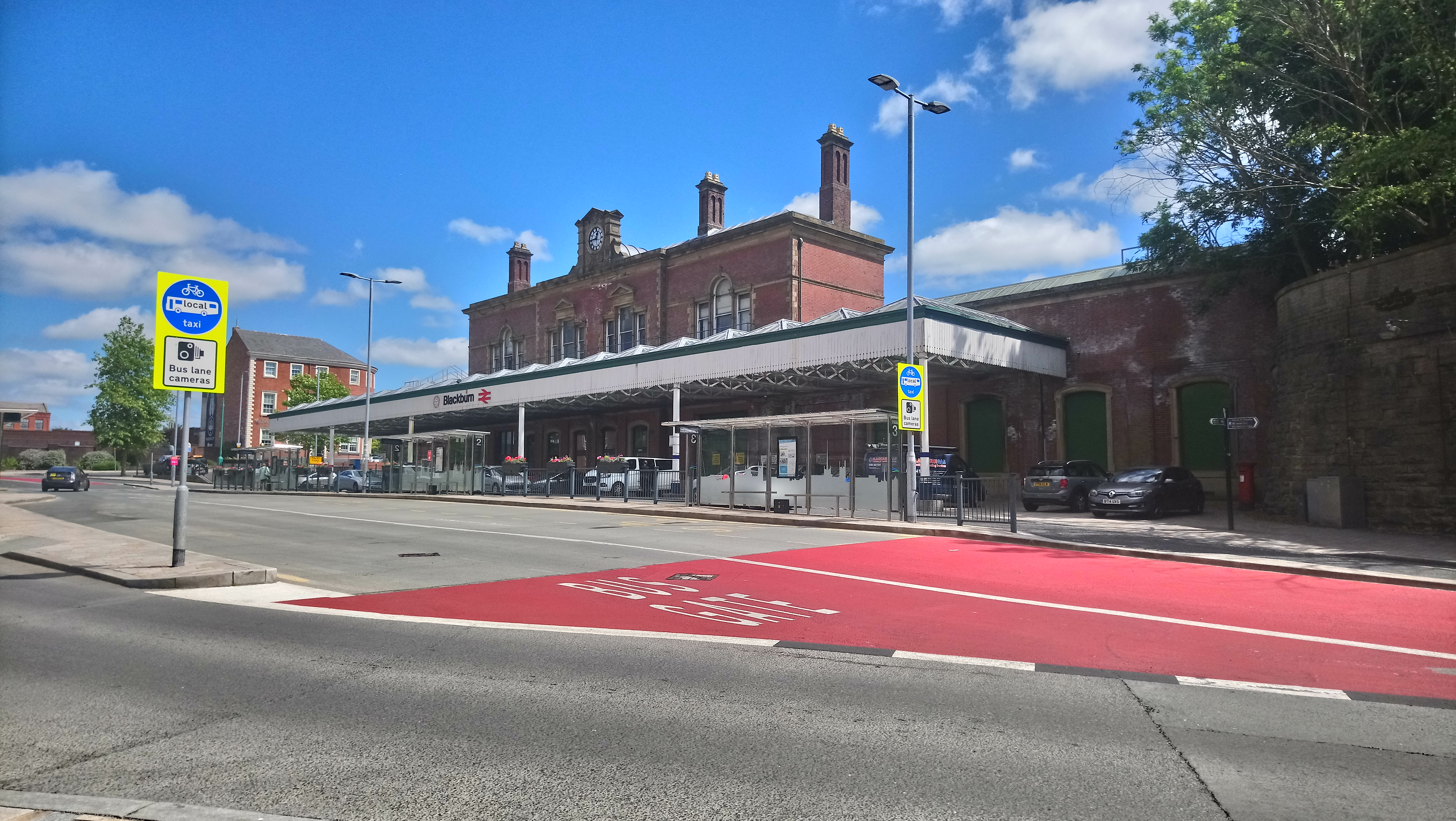
واجهة محطة سكة حديد بلاكبيرن.

المحطة خدمها حالياً خطين. يدير الخط الأول من الشمال إلى الجنوب، ويشمل خط وادي ريبل الذي تم إعادة فتحه من كليثيرو في الشمال ويتجه جنوباً عبر بلاكبيرن نحو داروين، بولتون، وينتهي في مانشستر فيكتوريا.
الخط الآخر يمتد من الشرق إلى الغرب ويخدمه قطارات من بلاكبول وبريستون في الغرب، تتجه إلى بيرنلي (مانشستر رود وسنترال)، كولن (خط شرق لانكشاير)، ليدز وحتى يورك في الشرق (خط كالديرفال).
كانت المحطة مغطاة بمرائب القطارات المزدوجة وسُقف مفصلي معماريًا يغطي جميع الرصيف. في عام 2000، تمت إزالتها بسبب حالتها المتدهورة، مما غير طبيعة المحطة في مشروع تجديد بلغت تكلفته 35 مليون جنيه إسترليني. بُني مبنى جديد على الجزيرة الرئيسية للرصيف. تم الاحتفاظ بالمدخل الأصلي المصنف كـ الدرجة الثانية والذي تم بناؤه في الثمانينيات، بما في ذلك بوفيه المحطة وقاعة الحجز السابقة، وتجديده. تم أيضًا نصب قطعة من العمل الفني العام للفنان ستيفن تشارنوك على حافة المنصة، والتي تتكون من شاشة من الفولاذ المقاوم للصدأ تصور ماضي بلاكبيرن الصناعي وحياتها الأكثر حداثة اليوم. تتضمن الصور بعضًا من أنجح الشخصيات والزوار المشهورين في بلاكبيرن مثل ديفيد لويد جورج (سياسي ليبرالي)، المهاتما غاندي (المناضل من أجل استقلال الهند)، كاثلين فيرير (مغنية)، باربرا كاسل (سياسي من حزب العمال)، كارل فوغارتي (متسابق الدراجات النارية). وواين همنغواي (مصمم أزياء) وجاك ووكر (رجل أعمال). أُعيد فتح المنصة 4، التي لم تكن قيد الاستخدام وفقًا للجدول الزمني منذ السبعينيات، للخدمات المنتظمة كجزء من العمل.
في عام 2003، أُفتتح مركز للشرطة في الطابق العلوي لقاعة الحجز القديمة، لتقديم خدمات في وسط المدينة عندما تم استبدال مركز الشرطة الرئيسي في المدينة بمركز شرطة جرينبانك في وايتبيرك.
المحطة متصلة بشكل جيد بوسائل النقل العامة في بلاكبيرن، حيث كانت محطة حافلات بلاكبيرن بوليفارد (التي تم إغلاقها مؤخرًا ونقلها إلى الموقع القديم للسوق) موجودة مباشرة أمام مبنى المحطة. في عام 2016، تم افتتاح محطة تبادل جديدة خارج المحطة مع حافلات متكررة تتجه إلى محطة الحافلات الجديدة.
في أبريل 2011، جُمع مبلغ قدره 1.7 مليون جنيه إسترليني لبناء سقف على منصة رقم 4 ومصعد يصل إلى النفق أدناه. بعد تجديد المحطة قبل 10 سنوات، تم توفير مأوى بنمط الحافلات فقط دون وجود وصول بواسطة المصعد. 
في 24 أكتوبر 2011، تم الانتهاء من إعادة بناء منصة رقم 4، حيث تمتاز الآن بسقف مطابق للسقف الموجود على المنصتين 1 و 2، ومصعد، وغرفة انتظار مدفأة، وتحسينات في الأرضية. 

## الخدمات

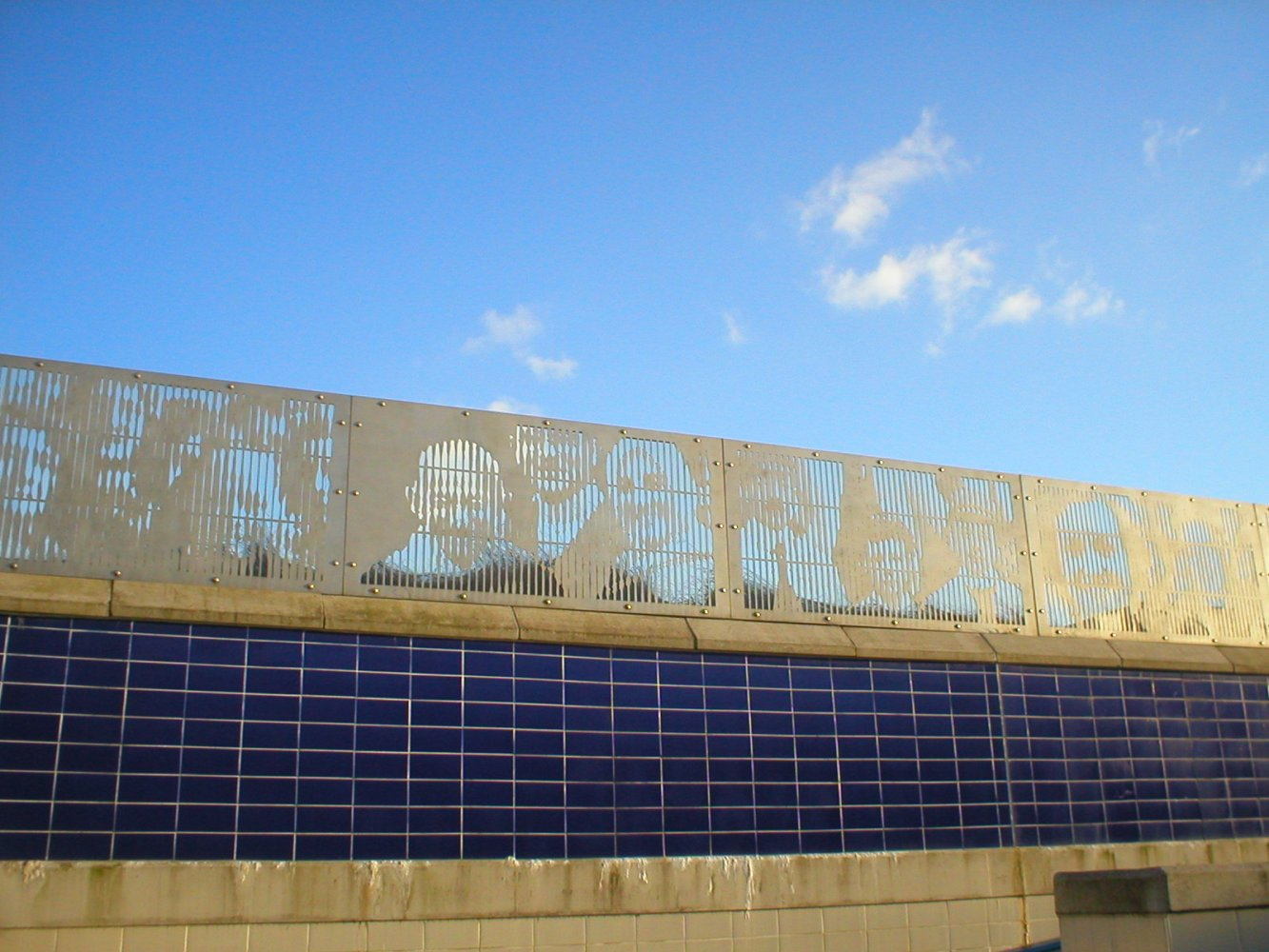
عمل فني لستيفن تشارنوك على المنصة 4.

على خط وادي ريبل، هناك الآن خدمة نصف ساعة جنوبًا إلى مانشستر فيكتوريا وخدمة كل ساعة إلى الشمال إلى كليثيرو (مع إضافات في الفترات الذروية). تعمل خدمة ساعية كل ساعة يوم الأحد. تبدأ أو تنتهي خدمات إضافية إلى/من مانشستر فيكتوريا وكليثيرو هنا. بدءًا من تغيير جدول الأوقات في ديسمبر 2017 ، تم تحسين تردد الخدمة خلال أوقات الذروة من الاثنين إلى السبت على هذا الخط الجنوبي من بلاكبيرن إلى 2 قطار في الساعة.
على خط شرق لانكشر اليوم الاثنين إلى السبت تتوفر خدمة ساعية تتوقف في جميع المحطات إلى الغرب باتجاه بريستون وإلى الشرق باتجاه كولن. يتوفر قطار كل ساعتين يوم الأحد، مع خدمة مستمرة إلى بلاكبول ساوث.
على خط كالديرفيل اليوم الاثنين إلى السبت، تتوفر خدمة ساعية تتوقف مرة في الساعة باتجاه الغرب إلى بلاكبول نورث وباتجاه الشرق إلى برادفورد إنترتشينج، ليدز ويورك. كذلك تعمل هذه الخدمة يوم الأحد، على الرغم من بداية متأخرة. من نوفمبر 2017 حتى مايو 2019، انتهت القطارات في أيام الأسبوع في بريستون بدلاً من المرور إلى بلاكبول نورث بسبب أعمال الهندسة المتعلقة بتكهين خط الفيلد على خط الفيلد.
ابتداءً من 17 مايو 2015، تم تقديم خدمات مباشرة إلى مانشستر فيكتوريا عبر أكرينغتون وبيرنلي مع إعادة فتح منحنى تودموردن، حيثُ تعمل هذه الخدمات بتردد ساعي (بما في ذلك أيام الأحد) وتخدم معظم المحطات المحلية جنوب تودموردن. في جدول الأوقات لشهر مايو 2023، تستمر هذه القطارات بعد مانشستر إلى هيدبولت لين عبر ويجان وولجيت (إلى ساوثبورت يوم الأحد).

## المنصات قيد الاستخدام
المحطة تحتوي على 4 منصات، المنصة الرئيسية (المنصات 1 و 2 و 3) تشمل مكتب لبيع التذاكر، غرفة انتظار، دورات مياه ومقاعد خارجية. المنصة المنفصلة 4 تحتوي على غرفة انتظار مدفأة ومقاعد خارجية. جميع المنصات الثلاثة المؤدية إلى الخطوط هي ثنائية الاتجاه، مما يعني أن أي خدمة يمكن أن تستخدم أي منصة، ومع ذلك، يتم حجز معظم القطارات على المنصات التالية:
| منصة   | خط                 | وجهة                                                                                          |
| ------ | ------------------ | --------------------------------------------------------------------------------------------- |
| 1      | خط وادي ريبل       | كليثرو                                                                                        |
| 1 او 2 | عبر منحنى تودموردن | مانشستر فيكتوريا عبر تودموردن                                                                 |
| 2      | خط كالديرفال       | خدمة سريعة إلى يورك                                                                           |
| 2      | خط شرق لانكشاير    | كولن                                                                                          |
| 3      |                    | منصة الخليج المواجهة للغرب تستخدم بشكل أساسي للقطارات كل ساعة إلى مانشستر فيكتوريا عبر بولتون |
| 4      | خط شرق لانكشاير    | بريستون وبلاكبول ساوث                                                                         |
| 4      | خط كالديرفال       | خدمة سريعة إلى بلاكبول الشمالية                                                               |
| 4      | خط وادي ريبل       | روتشديل                                                                                       |

يتواجد موظفوا مكتب البيع التذاكر طوال أيام الأسبوع (من الساعة 06:40 صباحًا حتى 06:00 مساءً من الاثنين إلى الخميس، من الساعة 06:40 صباحًا حتى 07:00 مساءً يومي الجمعة والسبت، ومن الساعة 09:10 صباحًا حتى 04:40 مساءً يوم الأحد). يتوفر جهاز بيع تذاكر الخدمة الذاتية للاستخدام عند إغلاق مكتب البيع ولجمع التذاكر المدفوعة مسبقًا أو التذاكر المُسبقة الشراء.
يوجد أيضًا كشك محطة في الردهة أمام المحطة حيث يمكن لمستخدمي السكك الحديدية شراء المرطبات.